# محمدرضا آصف
محمدرضا آصف از سیاستمداران ایرانی بود، که در دوره‌ شانزدهم به عنوان نماینده سنندج در مجلس شورای ملی حضور داشت.